# Departamento San Antonio (Río Negro)
San Antonio es un departamento ubicado en la provincia de Río Negro (Argentina).

## Límites
Al norte con los departamentos de Conesa y Avellaneda, al nordeste con el departamento Adolfo Alsina, al este con el golfo de San Matías (Mar Argentino), al sur con la provincia de Chubut (Departamento Biedma) y al oeste con el departamento Valcheta.

## Población
De acuerdo al Censo 2010, vivían 29.284 personas en todo el departamento.
El censo argentino de 2022 reportó 35 800 habitantes.Esto representó un crecimiento del 22.3%

## Localidades y parajes
- Las Grutas
- Playas Doradas o Balneario El Salado
- Punta Colorada
- San Antonio Este
- San Antonio Oeste
- Sierra Grande
- Paraje Cinco Chañares
- El Cruce
- Saco Viejo
- Mina Gonzalito
- Los Álamos (Río Negro)
- El Sótano

Localidades vinculadas al municipio de Sierra Grande
- Playas Doradas
- Punta Colorada
- Sierra Grande
- Mina Gonzalito

Localidades vinculadas al municipio de San Antonio
- Las Grutas
- San Antonio Este
- San Antonio Oeste
- Los Álamos (Río Negro)
- El Cruce
- Saco Viejo
- El Sótano